# Berekua
Berakua – wieś we Wspólnocie Dominiki, stolica administracyjna parafii świętego Patryka. W 1991 roku wieś zamieszkiwało 2602 osoby.